# Tadashi Sumiyoshi
Tadashi Sumiyoshi (住吉 正 Sumiyoshi Tadashi,  10. februar 1893 – 24. marts 1976) var generalmajor i den kejserlige japanske hær i Stillehavskrigen under 2. Verdenskrig.

## Biorafi
Sumiyoshi blev født i Hiroshima prefekturet. Han tog eksamen i 26. klasse på det kejserlige japanske krigsakademi i maj 1914. Han specialiserede sig indenfor artilleriet og tog senere eksamen i den 35. klasse fra det japanske krigshøjskole i 1923.
Efter at have gjort tjeneste i forskellige stabsfunktioner ved den kejserlige generalstab, artilleriskolen og generalinspektoratet for militær uddannelse blev Sumiyoshi udpeget til stabschef i den 3. division. Som leder af divisionens feltartilleri blev han sendt i kamp i den anden kinesisk-japanske krig som en del af Guandong-armeen. I marts 1941 blev han forfremmet til generalmajor.
I starten af Stillehavskrigen havde Sumiyoshi kommandoen over 17. armes svære artillerienheder foruden to infanteriregimenter under det strategisk betydningsfulde slag om Guadalcanaæ på Salomonøerne, herunder slaget om Henderson Field. Efter at have overlevet det japanske nederlag på Guadalcanal, fik Sumiyoshi kommandoen over artillerienhederne i den østlige distriktsarmé, som havde base i Tokyo i september, 1944.

### Bøger
- Frank, Richard (1990). Guadalcanal: The Definitive Account of the Landmark Battle. New York: Random House. ISBN 0-394-58875-4.
- Fuller, Richard (1992). Shokan:  Hirohito's Samurai. New York: Arms and Armour Press. ISBN 1-85409-151-4.
- Griffith, Samuel B. (1963). The Battle for Guadalcanal. Champaign, Illinois, USA: University of Illinois Press. ISBN 0-252-06891-2.
- Rottman, Gordon L.; Dr. Duncan Anderson (consultant editor) (2005). Japanese Army in World War II:  The South Pacific and New Guinea, 1942-43. Oxford and New York: Osprey. ISBN 1-84176-870-7. {{cite book}}: |author2= har et generisk navn (hjælp)

### Eksterne kilder
- Ammentorp, Steen. "Sumiyoshi Tadashi, Major-General". The Generals of World War II.
- Hough, Frank O.; Ludwig, Verle E.; Shaw, Henry I., Jr. "Pearl Harbor to Guadalcanal". History of U.S. Marine Corps Operations in World War II. Hentet 2006-05-16.
- Shaw, Henry I. (1992). "First Offensive:  The Marine Campaign For Guadalcanal". Marines in World War II Commemorative Series. Hentet 2006-07-25.
- Zimmerman, John L. (1949). "The Guadalcanal Campaign". Marines in World War II Historical Monograph. Hentet 2006-07-04.